# 朝来市あさごふれあいプール「くじら」

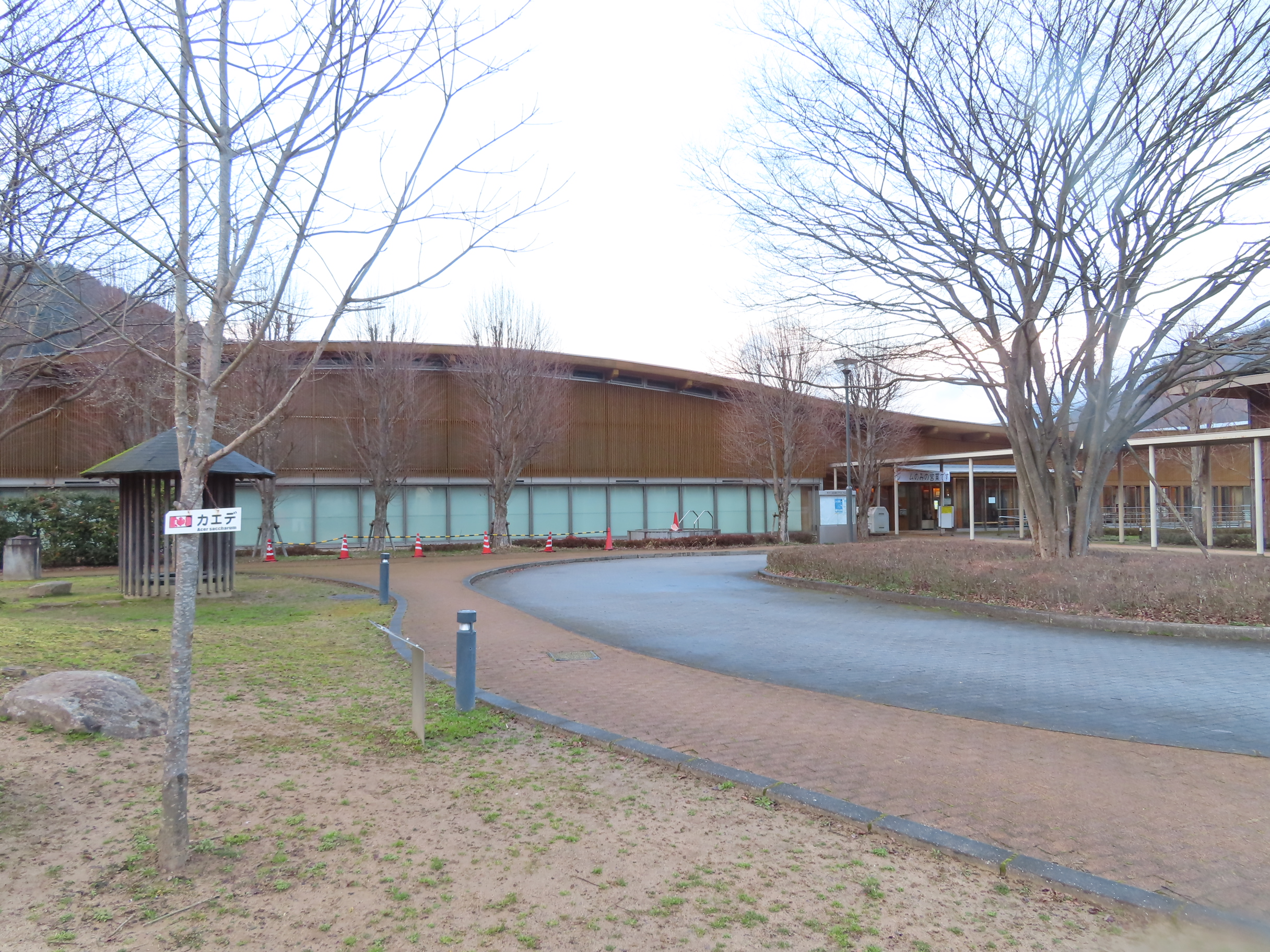
外観（2023年2月）

朝来市あさごふれあいプール「くじら」（あさごしあさごふれあいプール「くじら」）とは、兵庫県朝来市にあるプールである。

## 概要
里山環境の回復保全と地域材の利用促進を図るため、全国でも珍しい木造の屋内プールとなっている。
地球温暖化防止対策の一環として、地中熱ヒートポンプシステムを補助熱源としている。
デザインは朝来の山並みをイメージした流線型で、「くじら」と呼ばれる親しみ安い形をしている。

## 開館時間
- 平日：10時 - 21時（最終入館20時15分）
- 日曜・祝日：10時 - 18時（最終入館17時15分）

## 休館日
- 毎週水曜日
- 年末年始

## 施設概要
- 施設敷地面積：約7866m2

### プール
- 25ｍプール5コース（内2コース可動床）
- 多目的プール（全面可動床最大水深２ｍ）
- 幼児プール
- 屋内ジャグジー
- 屋外ジャグジー4月～11月
- 寝湯
- ボディーシャワー

### トレーニングジム
- トレーニングジム（有酸素マシン22台・筋力系マシン10種類）
- 多目的スタジオ

### その他施設
- 更衣室 更衣ブース シャワーブース トイレ
- キッズスペース

## 所在地
〒679-3431 兵庫県朝来市新井172番地

## 交通アクセス
- JR播但線新井駅北へ徒歩10分
- 播但連絡道路 朝来ICより北へ約5分
- 駐車場は無料（79台）